# Sigurd Odland

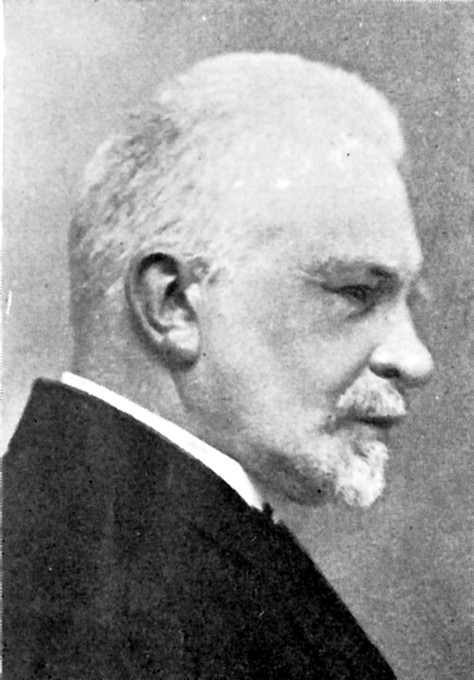
Sigurd Odland.

Sigurd Vilhelm Odland, född 5 december 1857 i Bergen, död 30 april 1937 i Oslo, var en norsk teolog. 
Odland blev 1883 stipendiat och var 1894–1906 professor i teologi vid Kristiania universitet samt 1892–1911 ordförande i Det norske lutherske Indremisjonsselskap. Han var 1900–06 medredaktör av "Norsk teologisk tidsskrift" och 1901–10 av "Luthersk kirketidende". 
Odland förfäktade en strängt konservativ ortodoxi gentemot nyare teologiska riktningar, som han i det längsta sökte hålla borta från universitetet. När emellertid Johannes Ording, som tillhörde en friare riktning, utnämndes till professor 1906, tog Odland avsked. Han gick därefter i spetsen vid arbetet på att upprätta på privat väg en av teologisk fakulteten oavhängig teologisk "menighetsfakultet för utbildning av präster för norska kyrkan på grundval av Guds ord och kyrkans evangelisk-lutherska bekännelse", Det teologiske Menighetsfakultet, vid vilken han 1907–16 var lärare. Han var sedermera lärare vid Kinamissionsförbundets skola intill 1924. 
Bland Odlands vetenskapliga arbeten kan framhållas artikeln Apostolalets begreb og oprindelse (i Kristiania universitets festskrift till Oscar II, 1897), Det nya testamentes tekst (1917), Den nytestamentlige kanon (1922) och Johannesevangeliets egthet (1923).